# Mileham
Mileham är en ort och civil parish i Storbritannien.   Den ligger i grevskapet Norfolk och riksdelen England, i den sydöstra delen av landet, 150 km norr om huvudstaden London. Mileham ligger 61 meter över havet och antalet invånare är 538.
Terrängen runt Mileham är platt. Runt Mileham är det ganska tätbefolkat, med 96 invånare per kvadratkilometer. Närmaste större samhälle är East Dereham, 9,1 km sydost om Mileham. Trakten runt Mileham består till största delen av jordbruksmark.